# Chesterfield F.C.
Câu lạc bộ bóng đá Chesterfield nằm ở vùng Chesterfield, Derbyshire. Trước mùa giải 2009-10, họ thi đấu ở sân vận động Saltergate, và từ đó đến nay đang thi đấu ở sân Proact Stadium. Hiện tại đội bóng đang thi đấu ở League One.

## Sân vận động

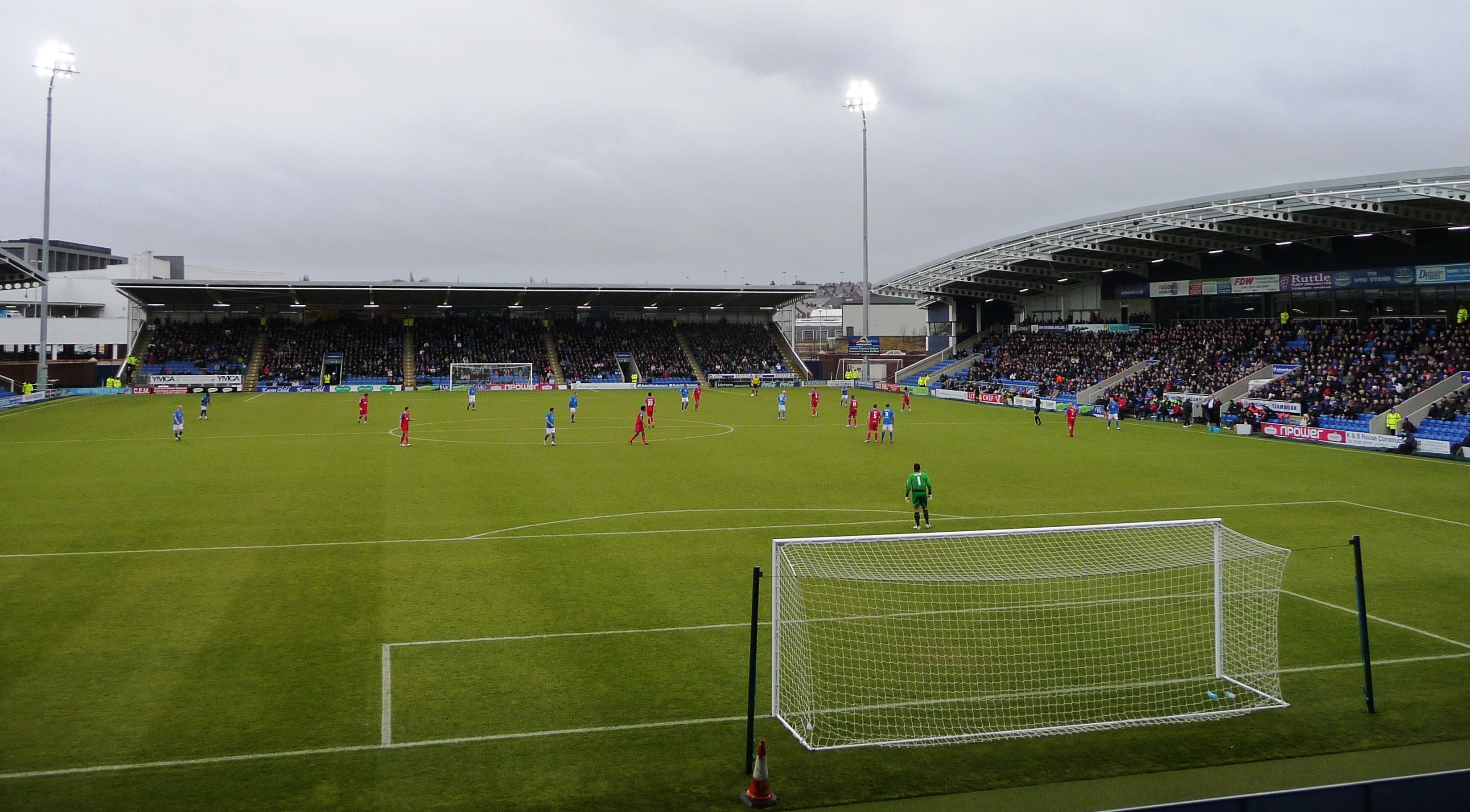
Sân vận động vào tháng 2 năm 2011

Kể từ mùa giải 2010–11, Chesterfield chơi trên sân nhà B2net Stadium có giá 13 triệu bảng Anh. Trận đấu đầu tiên là cuộc tiếp đón Derby County trong khuôn khổ giao hữu trước mùa giải, khi đó Derby thắng 5–4, Craig Davies trở thành cầu thủ ghi bàn thắng đầu tiên ở sân vận động này. Trận đấu chính thức đầu tiên là cuộc đối đầu với Barnet, kết thúc với chiến thắng 2–1 sau khi Dwayne Mattis ghi bàn thắng đầu tiên trên sân vận động này ở hiệp 1. Chesterfield nhận thất bại trên sân nhà đầu tiên ở B2net Stadium sau khi thua 2–1 trước Burton Albion vào ngày 13 tháng 11 năm 2010. Số khán giả đến xem nhiều nhất ở B2net Stadium là 10,089 khi tiếp đón Rotherham United và giành chiến thắng 5–0 với cú hat-trick của Jack Lester.
Vào ngày 13 tháng 8 năm 2012, sân vận động được thông báo là đổi tên thành sân vận động Proact. Proact là một công ty công nghệ thông tin với nhân viên ở Chesterfield (Trụ sở chính ở UK), London, Wakefield, Birmingham, Warwick, Aberdeen và Glasgow.

## Các danh hiệu
- Vô địch Midland Football League (2): 1909/10 1919/20
- Vô địch Third Division (North) (2): 1930/31, 1935/36
- Vô địch Fourth Division (hiện tại là Football League Two) (4): 1969/70, 1984/85, 2010/11, 2013/14
- Vô địch Play Off của Third Division (hiện tại là Football League Two): 1994/95
- Vô địch Anglo-Scottish Cup: 1980/81.
- Vô địch Football League Trophy (1): 2011/2012, Á quân (1): 2013/2014
- Vô địch National League: 2023–24

### Các danh hiệu nhỏ
- Vô địch Bass Charity Vase: 1900/01
- Vô địch Derbyshire Senior Cup: 1898/99 1920/21, 1921/22, 1924/25, 1932/33, 1936/37
- Vô địch Derbyshire F.A. Centenary Cup: 1994/95, 2000/01, 2001/02, 2009/10
- Vô địch Autoworld Trophy: 2003/04, 2004/05, 2005/06, 2006/07, 2007/08, 2008/09, 2009/10, 2010/11, 2011/12, 2012/13, 2014/15

Ghi chú
- Derbyshire Senior Cup có sự tham gia bởi tất cả các đội bóng đã đăng ký ở Derbyshire FA. Cho đến mùa giải 2010/11, Chesterfield và Derby County chưa tham gia và do đó họ tham gia giải đấu do chính họ lập nên với tên gọi Derbyshire FA Centenary Cup. Cả Chesterfield và Derby County đều thi đấu ở Derbyshire Senior Cup với đội hình dự bị từ mùa giải 2010/11.
- The Derbyshire F.A. Centenary Cup là trận đấu giữa Chesterfield và Derby County thường diễn ra trước mùa giải, tuy nhiên đã kết thúc vào năm 2009.
- Autoworld Trophy là trận đấu giao hữu trước mùa giải hằng năm với đối thủ vùng Derbyshire Matlock Town.

### Các danh hiệu trẻ
- Vô địch North & Midlands East Conference: 2005/06, 2008/09, 2010/11
- Á quân FA Youth Cup: 1955/56

### Những danh hiệu khác
- FA Cup Giantkillers Trophy: 1996/97

## Player records
- Cầu thủ ra sân nhiều lần nhất trong các trận đấu giải: 617 Dave Blakey (1948–1967)[3]
- Cầu thủ ghi nhiều bàn thắng trong các trận đấu giải nhất: 162 Ernie Moss (1968–1975, 1979–1981, 1984–1986)[4]
- Cầu thủ trẻ nhất: Dennis Thompson – 16 năm 159 ngày[5]
- Cầu thủ lớn tuổi nhất: Billy Kidd – 40 năm 232 ngày[6]

## Các nhà sản xuất trang phục và nhà tài trợ
| Giai đoạn | Nhà cung cấp áo đấu | Nhà tài trợ áo đấu                            |
| --------- | ------------------- | --------------------------------------------- |
| 1976–79   | Bukta               |                                               |
| 1979–82   | Adidas              |                                               |
| 1982–83   | Latif               |                                               |
| 1983–88   | Latif               | Coalite                                       |
| 1988–90   | Bukta               | Coalite                                       |
| 1990–92   | Matchwinner         | Coalite                                       |
| 1992–94   | Matchwinner         | North Derbyshire Health Authority/Gordon Lamb |
| 1994–96   | Matchwinner         | North Derbyshire Health Authority/GK          |
| 1996–98   | Super League        | North Derbyshire Health Authority             |
| 1998–2000 | Super League        | Kenning Autos                                 |
| 2000–01   | Aspire              | Gordon Lamb                                   |
| 2001–02   | TFG                 | Gordon Lamb                                   |
| 2002–03   | Turf Sports         | Gordon Lamb/Vodka Kick                        |
| 2003–04   | Uhlsport            | Gordon Lamb/Vodka Kick                        |
| 2004–05   | Branded             | Autoworld/Vodka Kick                          |
| 2005–07   | TFG                 | Autoworld/Vodka Kick                          |
| 2007–08   | Lotto               | Vodka Kick                                    |
| 2008–10   | Bukta               | Vodka Kick                                    |
| 2010–12   | Respect             | Vodka Kick                                    |
| 2012–2013 | Puma                | Kick Energy                                   |
| 2013–     | Puma                | NAPIT                                         |

## Các kỉ lục
- Vị trí cao nhất đạt được: thứ 4 ở Division 2 (cấp độ 2), 1946–47
- Thành tích tốt nhất tại FA Cup: Đấu lại bán kết, 1996–97
- Số khán giả đến xem nhiều nhất (Sân vận động Saltergate): 30,561 v Tottenham Hotspur, 12 tháng 2 năm 1938 (con số kỉ lục trước đây 30,968 (đấu với Newcastle United Division Two, 7 tháng 4 năm 1939) được ghi nhận lại chỉ còn 28,636)[7]
- Số khán giả đến xem nhiều nhất (Sân vận động B2Net): 10,089 v Rotherham United, 18 tháng 3 năm 2011

## Cầu thủ

### Đội hình hiện tại
Tính đến 24 tháng 6 năm 2015.
Ghi chú: Quốc kỳ chỉ đội tuyển quốc gia được xác định rõ trong điều lệ tư cách FIFA. Các cầu thủ có thể giữ hơn một quốc tịch ngoài FIFA.
| Số | VT | Quốc gia         | Cầu thủ                                 |
| -- | -- | ---------------- | --------------------------------------- |
| 1  | TM | Anh              | Tommy Lee                               |
| 2  | HV | Úc               | Chris Herd                              |
| 3  | HV | Anh              | Daniel Jones                            |
| 4  | HV | Anh              | Sam Hird                                |
| 5  | TV | Anh              | Sam Morsy (Đội trưởng)                  |
| 6  | HV | Anh              | Ian Evatt (Đội phó)                     |
| 7  | TV | Anh              | Dan Gardner                             |
| 8  | TV | Tây Ban Nha      | Angel Martinez                          |
| 9  | TĐ | Anh              | Sylvan Ebanks-Blake                     |
| 10 | TV | Cộng hòa Ireland | Jay O'Shea                              |
| 11 | TĐ | Anh              | Lee Novak (cho mượn từ Birmingham City) |
| 12 | HV | Anh              | Liam O'Neil                             |
| 15 | HV | Anh              | Ritchie Humphreys                       |
| 16 | HV | Anh              | Charlie Raglan                          |

| Số | VT | Quốc gia | Cầu thủ                                     |
| -- | -- | -------- | ------------------------------------------- |
| 18 | TĐ | Anh      | Byron Harrison                              |
| 19 | TV | Wales    | Dion Donohue                                |
| 20 | TM | Anh      | Aaron Chapman                               |
| 21 | TV | Anh      | Michael Onovwigun                           |
| 22 | TĐ | Bermuda  | Rai Simons                                  |
| 24 | TV | Anh      | Ollie Banks                                 |
| 25 | HV | Anh      | Drew Talbot                                 |
| 26 | TĐ | Anh      | Emmanuel Dieseruvwe                         |
| 27 | HV | Anh      | Laurence Maguire                            |
| 28 | TV | Hoa Kỳ   | Gboly Ariyibi                               |
| 29 | TĐ | Anh      | Jake Beesley                                |
| 30 | TĐ | Anh      | Jake Orrell                                 |
| 32 | TM | Anh      | Alex Cairns                                 |
| 34 | HV | Anh      | Richard Wood (cho mượn từ Rotherham United) |

### Cho mượn
Ghi chú: Quốc kỳ chỉ đội tuyển quốc gia được xác định rõ trong điều lệ tư cách FIFA. Các cầu thủ có thể giữ hơn một quốc tịch ngoài FIFA.
| Số | VT | Quốc gia    | Cầu thủ                                                         |
| -- | -- | ----------- | --------------------------------------------------------------- |
| 17 | TĐ | Bờ Biển Ngà | Armand Gnanduillet (tại Stevenage đến ngày 5 tháng 12 năm 2015) |

## Huấn luyện viên
| | | |
| - E. Timmeus (1891–1895) - Gilbert Gillies (1895–1901) - E. Hind (1901–1902) - Jack Hoskin (1902–1906) - W. Furness (1906–1907) - George Swift (1907–1910) - G. Jones (1911–1913) - R. Weston (1913–1917) - T. Callaghan (1919) - J. Caffrey (1920–1922) - Harry Hadley (1922) - Harry Parkes (1922–1927) | - Alec Campbell (1927) - Teddy Davison (1927–1932) - Bill Harvey (1932–1938) - Norman Bullock (1938–1945) - Bob Brocklebank (1945–1948) - Bobby Marshall (1948–1952) - Ted Davison (1952–1958) - Duggie Livingstone (1958–1962) - Tony McShane (1962–1967) - Jimmy McGuigan (1967–1973) - Joe Shaw (1973–1976) - Arthur Cox (1976–1980) | - Frank Barlow (1980–1983) - John Duncan (1983–1987) - Kevin Randall (1987–1988) - Paul Hart (1988–1991) - Chris McMenemy (1991–1993) - John Duncan (1993–2000) - Nicky Law (2000–2001) - Dave Rushbury (2002–2003) - Roy McFarland (2003–2007) - Lee Richardson (2007–2009) - John Sheridan (2009–2012) - Paul Cook (2012–) |